# Tungmuskelnerven

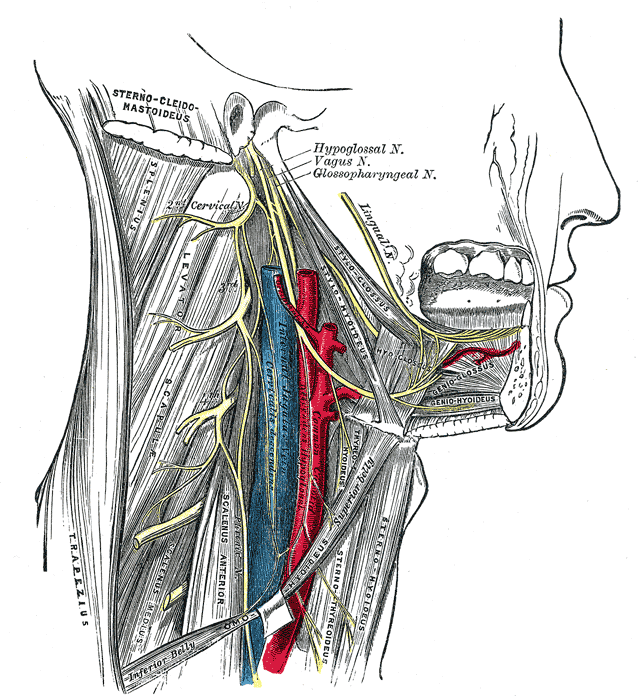
Bild som visar bland annat tungmuskelnerven.

Tungmuskelnerven, (lat nervus hypoglossus) är den tolfte av de tolv kranialnerverna och utgår från förlängda märgen och styr tungans muskulatur och åstadkommer tungans rörelser.